# Storia dell'Afghanistan
(Robert Byron)
La storia dell'Afghanistan, il suo sviluppo politico interno, le relazioni internazionali e persino la sua esistenza come stato indipendente sono stati largamente determinati dalla sua collocazione geografica al crocevia dell'Asia centrale, occidentale e meridionale. Nei secoli, onde di popoli migratori hanno attraversato la regione - descritta dallo storico Arnold Toynbee come un "carosello del mondo antico" - lasciandosi dietro un mosaico di gruppi etnici e linguistici. Nei tempi moderni, così come nell'antichità, immensi eserciti hanno attraversato questa regione dell'Asia, stabilendo temporaneamente il potere locale e spesso dominando l'antico Afghanistan.
Gran parte della storia dell'Afghanistan trascorse come parte dei più ampi avvenimenti che si svolsero nell'intero altopiano iranico. Le popolazioni iraniche che arrivarono in Afghanistan hanno lasciato in eredità le loro lingue (pasthu, dari, ecc.), come pure distinti tratti culturali che molti studiosi e storici come Sir Olaf Caroe, autore di The Pathans, descrive come distintamente iranici: "C'è in effetti un senso per cui tutto l'altopiano dal Tigri all'Indo è un unico Paese. Lo spirito della Persia vi ha soffiato sopra, portando una consapevolezza di avere un unico bagaglio culturale, un'unica cultura, un unico modo di esprimersi, un'unità dello spirito percepita fino a Peshawar e a Quetta". Forse non è sorprendente che siano stati il passato iranico e le invasioni islamiche degli Arabi a definire il moderno Afghanistan, mentre il suo passato greco, quello legato ai nomadi dell'Asia centrale e quello buddista e zoroastriano sono scomparsi da lungo tempo.
Anche se per due millenni la zona è stata teatro di grandi imperi e di fiorenti commerci, i gruppi eterogenei dell'area non furono legati in una singola entità politica fino al regno di Ahmad Shah Durrani, che nel 1747 fondò la monarchia che governò il paese fino al 1973. Nel XIX secolo l'Afghanistan si trovò in mezzo alla potenza espansiva degli imperi russo e britannico. Nel 1900, Abdur Rahman Khan (l'"Emiro di Ferro"), guardando indietro ai suoi venti anni di governo e agli eventi del secolo trascorso, si chiese come il suo Paese, che stava "come una capra tra questi due leoni [la Gran Bretagna e la Russia zarista], o come un chicco di grano in mezzo a due forti macine del mulino, [potesse] resistere in mezzo alle pietre senza essere ridotto in polvere?"
L'Islam ha giocato forse il ruolo chiave nella formazione della società afghana. Nonostante l'invasione mongola dell'odierno Afghanistan all'inizio del XIII secolo sia stata descritta come più somigliante "a qualche brutale cataclisma provocato dalle cieche forze della natura che a un fenomeno della storia umana", nemmeno un guerriero formidabile come Gengis Khan riuscì a sradicare la civiltà islamica; nel giro di due generazioni i suoi eredi sarebbero diventati musulmani. Un evento spesso non considerato, ma che ciononostante recitò un ruolo importante nella storia dell'Afghanistan (e nella politica dei suoi vicini e dell'intera regione fino ai giorni nostri) fu, nel X secolo, l'ascesa di una forte dinastia sunnita - i Ghaznavidi. La loro potenza impedì l'espansione dall'Iran verso est dello Sciismo, assicurando così che la maggioranza dei musulmani in Afghanistan e nell'Asia meridionale sarebbero stati sunniti. Successivamente potenti dinastie imperiali originarie dell'Afghanistan come i Ghoridi avrebbero continuato a fare dell'Afghanistan una delle principali potenze del Medioevo, come pure un centro culturale che produsse Ferdowsi, Al-Biruni e Khushal Khan Khattak, tra le innumerevoli figure di accademici e letterati.

## Età preistorica e Classica
Nel 1966 Louis Dupree ed altri scoprirono dei siti preistorici a Darra-e Kur, dove furono ritrovate case e vari frammenti di ossa dell'uomo di Neanderthal. Ciò ci suggerisce che la presenza umana in Afghanistan esiste da almeno 52 000 anni. Le comunità agricole Afghane furono alcune delle prime a svilupparsi in tutto il mondo, vari ritrovamenti ci indicano che erano presenti vari atrezzi agricoli, e che le persone erano divise in clan. L'urbanizzazzione prese piede circa nel 3000 a.c. Sorsero vari regni nel corso della storia, uno trai quali quello di Gandhara, dal periodo Vedico, con la capitale situata nell'Hindu Kush. I primi abitanti furono molto influenzati da altre culture, come quelle della valle Indu. Ci furono varie migrazioni di Indo-Iraniani, specie tra il 3000 e il 1500 a.c. 
Le prime notizie del periodo pre-islamico dell'Afghanistan risalgono alle invasioni ariane attorno al 2000 a.C.. In seguito ci furono le fasi persiana, meda, greca, Maurya e bactriana della sua storia. A seguito della sconfitta dell'Impero persiano achemenide nel 328 a.C., Alessandro Magno entrò nel territorio dell'attuale Afghanistan per conquistare Bactra (l'attuale Balkh). Nei secoli successivi seguirono invasioni da parte di Sciti, Unni Bianchi e Turchi.
Durante la dominazione dei Kushan, l'Afghanistan e la regione di Gandhara diventarono importanti centri culturali. I Sasanidi e altre dinastie iraniane governarono gran parte dell'Afghanistan prima dell'arrivo degli invasori musulmani, mentre gli Shahi dominarono l'Afghanistan orientale dalla metà del VII secolo fino all'invasione turca del X secolo.

## Età medievale

### La conquista islamica dell'Afghanistan (642-1747)

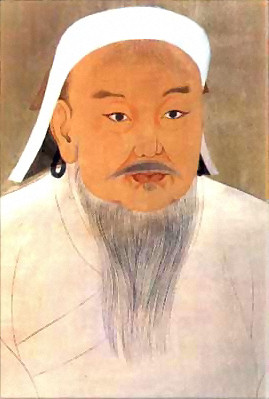
Gengis Khan

Nel 642 gli Arabi invasero l'intera regione e introdussero l'Islam. Come tutti gli altri paesi conquistati dagli Arabi, l'Afghanistan aveva governanti locali, tra cui l'Impero cinese dei Tang, che aveva esteso la propria influenza fino a Kabul. Gli Arabo-Persiani del Khorasan controllarono l'area fino alla conquista da parte dell'Impero ghaznavide nel 998. Mahmud di Ghazni (998-1030) consolidò le conquiste dei suoi predecessori e trasformò Ghazna (odierna Ghazni) in un grande centro culturale e in una base per le sue frequenti scorrerie in India. La dinastia ghaznavide fu sconfitta nel 1146 dai Ghoridi; i Khan ghaznavidi continuarono a vivere a Ghazni con il nome di Nasher fino agli inizi del XX secolo, ma non riconquistarono il loro potere, se non circa 500 anni dopo, quando Ghilzai Mir Wais Khan Hotaki sconfisse i Persiani a Kandahar e si proclamò scià di Persia. Vari principi e governanti selgiuchidi si spartirono il paese, finché lo scià Muhammad II dell'Impero corasmio conquistò tutta la Persia nel 1205. Nel 1219 l'impero era caduto in mano ai Mongoli.
Sotto la guida di Gengis Khan, l'invasione si tradusse nel massacro della popolazione, nella distruzione di molte città, tra cui Herat, Ghazni e Balkh, e nella devastazione di fertili aree agricole. Dopo la morte di Gengis Khan nel 1227, una successione di piccoli capi e principi lottarono per la supremazia finché, alla fine del XIV secolo, uno dei suoi discendenti, Tamerlano, incorporò l'odierno Afghanistan nel proprio vasto impero asiatico. Babur, discendente di Tamerlano e fondatore dell'Impero Moghul in India all'inizio del XVI secolo, fece di Kabul la capitale di un principato afghano.
L'Afghanistan rimase diviso in tre parti tra il XVI e l'inizio del XVIII secolo. A nord si trovavano gli Uzbeki, a ovest la Persia e a est l'Impero Moghul. Gli Afghani, o più specificamente i Pashtun Ghilzai sotto Khan Nasher, insorsero contro il dominio persiano all'inizio del XVIII secolo. L'esercito persiano fu sconfitto e gli Afghani controllarono l'intera Persia dal 1719 al 1729. In quell'anno il persiano Nadir Shah sconfisse gli Afghani nella battaglia di Damghan. Prima della fine del 1730 avrebbe scacciato gli Afghani che ancora occupavano la Persia. Nel 1738 Nadir Shah conquistò Kandahar e occupò Ghazni, Kabul e Lahore. Dopo l'assassinio di Nadir Shah, i Pashtun Durrani divennero i principali dominatori dell'Afghanistan. Le rivalità e le ribellioni dei Ghilzai però non si arrestarono fino al XX secolo.

## Età moderna

### L'Impero dei Durrani (1747-1826)
Nel 1747, Ahmed Shah Durrani, il fondatore dell'odierno Afghanistan, stabilì il suo dominio. Durrani, un Pashtun, fu eletto dalla prima Loya Jirga dopo l'assassinio del monarca persiano Nadir Shah, avvenuto nello stesso anno a Khabushan. Durante il suo regno, Durrani consolidò in un'unica nazione tribù, piccoli principati e province frammentate. Il suo potere si estendeva da Mashhad a ovest fino al Kashmir e a Delhi a est, e dal fiume Amu Darja a nord fino al Mare Arabico a sud. Con l'eccezione di un periodo di nove mesi nel 1929, fino al colpo di Stato marxista del 1978 tutti i governanti dell'Afghanistan provenivano dalla confederazione tribale pashtun dei Durrani, e a partire dal 1818 furono tutti membri del clan Mohammadzai di quella tribù.

### L'influenza europea (1826-1919)
Nel 1826 Dost Mohammed Khan conquistò il controllo di Kabul. Per tutto il XIX secolo lo scontro tra gli imperi britannico e russo, entrambi in espansione, in quello che fu chiamato il Grande gioco, influenzò in maniera significativa l'Afghanistan. Le preoccupazioni britanniche per l'avanzata russa in Asia centrale e per la crescente influenza dell'impero zarista sulla Persia culminarono in due guerre anglo-afghane. La prima (1839-1842) si concluse con la distruzione di un'intera armata britannica; è perciò ricordata come un esempio della ferocia della resistenza armata contro qualsiasi dominatore straniero. La seconda guerra anglo-afghana (1878-1880) fu scatenata dal rifiuto dell'emiro Shir Alì di accettare l'invio di una missione britannica a Kabul. Questo conflitto portò l'emiro Abdur Rahman Khan sul trono afghano. Durante il suo regno (1880-1901), britannici e russi stabilirono ufficialmente i confini del moderno Afghanistan. I britannici conservarono il controllo effettivo sulla politica estera di Kabul. L'Afghanistan rimase neutrale durante la prima guerra mondiale, malgrado l'incoraggiamento dei sentimenti anti-britannici da parte della Germania e la ribellione degli afghani lungo i confini dell'India britannica. Comunque la politica di neutralità perseguita dal re afghano non riscosse unanime popolarità nel Paese.
Habibullah, figlio e successore di Abdur Rahman, fu assassinato nel 1919, probabilmente da alcuni membri della famiglia reale che si opponevano all'influenza britannica. Il suo terzo figlio, Amanullah, riconquistò il controllo della politica estera dell'Afghanistan dopo aver provocato nello stesso anno, con un attacco all'India, la terza guerra anglo-afghana. Durante il conflitto che ne seguì, gli inglesi, ormai stanchi della guerra, rinunciarono al controllo sulla politica estera afghana stipulando nell'agosto 1919 il trattato di Rawalpindi. In ricordo di questo avvenimento, gli Afghani celebrano il 19 agosto la loro Festa dell'indipendenza.

## Età contemporanea

### Le riforme di Amānullāh Khān e la guerra civile (1919-1929)

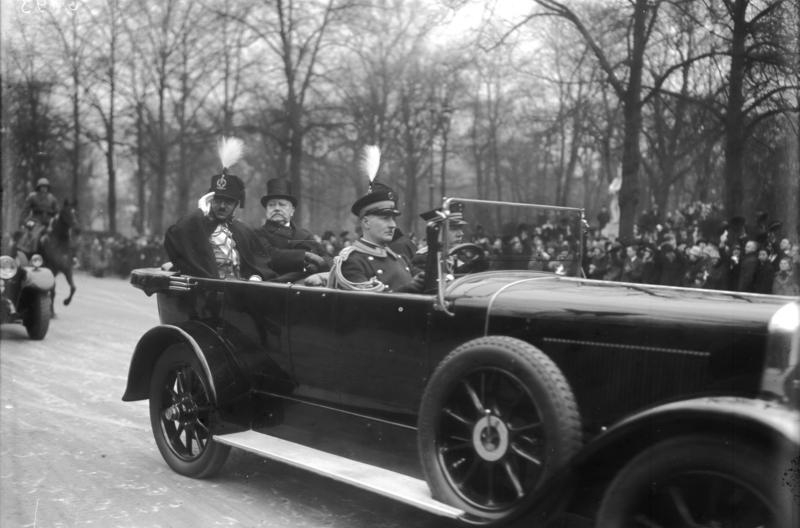
Il re Amānullāh Khān in visita a Berlino, in preparazione di una alleanza fra la Germania e l'Afghanistan.

Negli anni successivi alla terza guerra anglo-afghana, re Amanullah (1919-1929) pose fine al tradizionale isolamento del suo Paese. Stabilì relazioni diplomatiche con gran parte delle principali nazioni e, dopo il suo viaggio del 1927 in Europa e in Turchia - durante il quale osservò la modernizzazione e la secolarizzazione promosse da Atatürk - introdusse diverse riforme tese a modernizzare l'Afghanistan. Alcune di queste, come l'abolizione del tradizionale velo islamico per le donne e l'apertura di un certo numero di scuole miste, rapidamente gli alienarono le simpatie di molti capi tribali e religiosi. Di fronte a una schiacciante opposizione armata, nel gennaio 1929 Amanullah fu costretto ad abdicare, dopo che Kabul era caduta in mano alle forze di Bacha-i-Saqao, un brigante tagiko.

### I regni di Mohammed Nadir Shah e Zahir Shah (1929-1973)
A sua volta il principe Mohammed Nadir Shah, un cugino di Amanullah, sconfisse nell'ottobre dello stesso anno Bacha-i-Saqao e, con un considerevole sostegno da parte delle tribù pashtun, fu dichiarato re con il nome di Nadir Shah. Cominciò a consolidare il potere e a rigenerare il paese. Abolì le riforme di Amānullāh Khān in favore di un approccio più graduale alla modernizzazione. Malgrado ciò, nel 1933 fu assassinato per vendetta da uno studente di Kabul.
Mohammad Zahir Shah, il diciannovenne figlio di Nadir Shah, salì al trono e regnò dal 1933 al 1973. Fino al 1946 Zahir Shah governò con l'assistenza dello zio Sardar Mohammad Hashim Khan, che mantenne il posto di primo ministro e continuò le politiche di Nadir Shah. Nel 1946 un altro zio di Zahir Shah, Sardar Shah Mahmud Khan, diventò primo ministro. Iniziò a sperimentare una maggiore libertà politica, ma tornò sui suoi passi quando vide che stava andando più in là di quello che aveva previsto. Nel 1953 fu rimpiazzato come primo ministro da Mohammed Daoud Khan, cugino e cognato del re. Daoud si mosse verso una relazione più stretta con l'Unione Sovietica e una maggiore ostilità verso il Pakistan. La controversia con il Pakistan però condusse a una crisi economica, perciò nel 1963 gli fu chiesto di dimettersi. Dal 1963 al 1973 Zahir Shah svolse un ruolo più attivo.
Nel 1964 il re Zahir Shah promulgò una costituzione liberale che dava vita a un parlamento bicamerale, di cui il sovrano nominava un terzo dei membri. Un altro terzo era eletto dal popolo, mentre il resto era selezionato indirettamente dalle assemblee provinciali. Anche se "l'esperimento democratico" di Zahir Shah produsse poche riforme durature, permise la crescita di partiti estremisti non riconosciuti, sia di destra che di sinistra. Tra questi spiccava il Partito Democratico Popolare dell'Afghanistan (PDPA), comunista e con stretti legami ideologici con l'Unione Sovietica. Nel 1967, il PDPA si spaccò in due fazioni rivali: la fazione Khalq ("Popolo") capeggiata da Nur Muhammad Taraki e da Hafizullah Amin e sostenuto da elementi interni all'esercito, e la fazione Parcham ("Bandiera") guidata da Babrak Karmal. La spaccatura rifletteva le divisioni di classe, etniche e ideologiche all'interno della società afghana. Tuttavia, molti dei successivi presidenti e capi di Stato sarebbero stati Ghilzai (Taraki, Amin, Najib, Mullah Omar), che ancora una volta avrebbero tentato di strappare il potere ai Durrani.

### Mohammed Daoud Khan e la Repubblica dell'Afghanistan (1973-1978)
Tra le accuse di corruzione e disonestà rivolte alla famiglia reale e la precaria situazione economica causata dalla grande siccità del 1971-1972, il 17 luglio 1973 l'ex primo ministro Mohammed Daoud Khan conquistò il potere con un colpo di Stato militare, mentre Zahir Shah era in visita in Italia, presso la quale trovò asilo politico. Daoud abolì la monarchia, abrogò la costituzione del 1964, e proclamò la repubblica, con lui stesso come presidente e primo ministro. I suoi tentativi di portare a compimento riforme economiche e sociali grandemente necessarie incontrarono scarso successo, e la nuova costituzione promulgata nel febbraio 1977 non riuscì a domare una cronica instabilità politica.
Mentre la disillusione cresceva, il 27 aprile 1978 il PDPA diede vita a un sanguinoso colpo di Stato (la cosiddetta "Rivoluzione di aprile"), che si concluse con il rovesciamento e l'assassinio di Daoud e di gran parte della sua famiglia. Nur Mohammad Taraki, segretario generale del PDPA, divenne presidente del consiglio rivoluzionario e primo ministro dell'appena costituita Repubblica Democratica dell'Afghanistan, fortemente sostenuta dall'URSS.

### Il Partito Democratico Popolare dell'Afghanistan al potere (1978-1992)
Il PDPA, partito socialista filo-comunista, mise in atto un programma di governo socialista che prevedeva principalmente una riforma agraria che ridistribuiva le terre a 200 000 famiglie contadine. Ma anche l'abrogazione dell'ushur, ovvero la decima dovuta ai latifondisti dai braccianti. Fu inoltre abrogata l'usura, i prezzi dei beni primari furono calmierati, i servizi sociali statalizzati e garantiti a tutti e i sindacati legalizzati. Si svecchiò tutta la legislazione afghana col divieto dei matrimoni forzati, la sostituzione delle leggi tradizionali e religiose con altre laiche e marxiste e la messa al bando dei tribunali tribali. Gli uomini furono obbligati a tagliarsi la barba, le donne non potevano indossare il burqa, mentre le bambine poterono andare a scuola e non furono più oggetto di scambio economico nei matrimoni combinati.
Si avviò anche una campagna di alfabetizzazione e scolarizzazione di massa e nelle aree rurali vennero costruite scuole e cliniche mediche. La religione islamica non venne penalizzata in alcun modo, ma le gerarchie religiose islamiche afgane preferirono denunciare il contrario perché in realtà fortemente penalizzati dalla riforma agraria e dall'abrogazione dell'ushur, di cui essi erano beneficiari. Ben presto le stesse gerarchie ecclesiastiche passarono a un'opposizione armata incoraggiando la jihād (guerra santa) dei mujaheddin (santi guerrieri) contro "il regime dei comunisti atei senza Dio". In verità Taraki, amato dalla popolazione afghana, rifiutò sempre l'idea di definire il suo nuovo regime come "comunista", preferendo aggettivi come "rivoluzionario" e "nazionalista".
Gli stessi rapporti con l'URSS si limitarono ad accordi di cooperazione commerciale per sostenere la modernizzazione delle infrastrutture economiche (in particolar modo le miniere di minerali rari e i giacimenti di gas naturale). L'URSS inviò anche degli appaltatori per costruire strade, ospedali e scuole e per scavare pozzi d'acqua; inoltre addestrò ed equipaggiò l'esercito afghano. Il governo rispose agli oppositori con un pesante intervento militare e arrestando, mandando in esilio e giustiziando molti mujaheddin.
Nella nuova fase politica afghana intervennero anche gli Stati Uniti d'America. L'amministrazione Carter avvertì subito l'esigenza di sostenere gli oppositori di Taraki principalmente per tre motivi: 1) in funzione anticomunista per «dimostrare ai paesi del terzo mondo che l'esito socialista della storia sostenuto dall'URSS non è un dato oggettivo» (Dipartimento di Stato, agosto 1979); 2) per creare un nuovo alleato in una zona geopolitica che aveva visto nel gennaio 1979 gli USA perdere l'Iran con la rivoluzione khomeinista; 3) vincere la guerra fredda o quantomeno cancellare il ricordo della disfatta vietnamita del 1975.
Il 3 luglio 1979 Carter firmò la prima direttiva per l'organizzazione di aiuti bellici ed economici segreti ai mujaheddin afgani. In pratica la CIA avrebbe creato una rete internazionale coinvolgente tutti i paesi arabi per rifornire i mujaheddin di soldi, armi e volontari per la guerra. Base dell'operazione sarebbe stato il Pakistan, dove venivano così costruiti anche campi di addestramento e centri di reclutamento. Buona parte dell'operazione fu finanziata col commercio clandestino di oppio afghano.
A capo della guerriglia, su consiglio del Pakistan, fu posto Gulbuddin Hekmatyar, noto per la crudeltà con cui sfigurava (usando l'acido) le donne a suo dire non in linea coi precetti islamici. I mujaheddin afgani di Hekmatyar diventarono rapidamente una potente forza militare, distinguendosi in crudeltà con pratiche che prevedevano un lento scuoiamento vivo dei nemici e l'amputazione di dita, orecchi, naso e genitali. Taraki chiese aiuto all'Urss, ma questi preferì rimanere sostanzialmente fuori dalla guerra civile.
La svolta arrivò nel settembre 1979, con l'uccisione di Taraki ad opera del suo vice primo ministro Hafizullah Amin, il quale, salito al potere, iniziò a perseguitare, cosa finora sempre rifiutata da Taraki, l'opposizione politica islamica, che così, inevitabilmente, si rafforzò e si radicalizzò. Visto il passato (statunitense) di Amin, l'ambiguità del personaggio e le reiterate scelte politiche autolesionistiche (soprattutto l'omicidio di Taraki) l'Urss ritenne di aver davanti un uomo della Cia.
Il 24 dicembre 1979 l'esercito sovietico ricevette l'ordine di invadere l'Afghanistan e tre giorni dopo entrò nella capitale Kabul. Qui l'Armata Rossa attaccò il palazzo presidenziale, uccise Amin sostituendolo con Babrak Karmal, già vicepresidente di Taraki. Col passaggio in Usa dall'amministrazione democratica Carter, a quella repubblicana di Ronald Reagan, si alzò il livello dello scontro e i mujaheddin vennero propagandati come «combattenti per la libertà».
Osama bin Laden era uno dei principali organizzatori e finanziatori dei mujaheddin; il suo Maktab al-Khadamat (MAK, Ufficio d'Ordine) incanalava verso l'Afghanistan denaro, armi e combattenti musulmani da tutto il mondo, con l'assistenza e il supporto dei governi americano, pakistano e saudita. Nel 1988 bin Laden abbandonò il MAK insieme ad alcuni dei suoi membri più militanti per formare al-Qāʿida, con lo scopo di espandere la lotta di resistenza anti-sovietica e trasformarla in un movimento fondamentalista islamico mondiale. Il 20 novembre 1986 viene destituito Karmal a favore di Haji Mohammed Chamkani, che resterà in carica fino al 30 settembre 1987, quando Presidente del Consiglio Rivoluzionario diventerà Sayd Mohammed Najibullah, carica che dal novembre 1987 diventerà quella di Presidente della Repubblica.
La guerra finì (dopo 1,5 milioni di afgani morti, 3 milioni di disabili e mutilati, 5 milioni di profughi e milioni di mine) con gli accordi di Ginevra del 14 aprile 1988 che avviarono il ritiro dell'Armata Rossa. L'Unione Sovietica ritirò le sue truppe nel febbraio 1989, ma continuò ad aiutare il presidente Mohammad Najibullah. Continuarono anche massicci gli aiuti ai mujaheddin da parte della Cia e dell'Arabia Saudita. Con il crollo dell'Unione Sovietica, il Presidente Najibullah fu destituito il 17 aprile 1992, quando Abdul Rashid Dostum si ribellò e si alleò con Aḥmad Shāh Masʿūd per prendere il controllo di Kabul e proclamare la Repubblica Islamica dell'Afghanistan.

### L'Afghanistan islamico parlamentare (1992-1996)
La guerra è vinta da ben sette "Movimenti di Resistenza Islamica":
- Hezb-I-Islami (Partito Islamico) - fazione Gulbuddin Hekmatyar
- Hezb-I-Islami (Partito Islamico) - fazione Yunis Khalis
- Harakat-I-Inqilab-I-Islami (Movimento Rivoluzionario Islamico) di Maulawi Mohammadi
- Ittihad-I-Islami Barai Azadi (Unione Islamica per la Liberazione dell'Afghanistan) di Abdul Rasul Sayyaf
- Jamiat-I-Islami (Associazione Islamica) di Burhanuddin Rabbani e Ahmed Shah Massud
- Jabha-I-Nijat-i-Milli (Fronte di Liberazione Nazionale dell'Afghanistan) di Sibghatullah Mujaddedi
- Mahas-I-Milli-Islami (Fronte Nazionale Islamico) di Ahmad Gailani

Caduto Najibullah, il neonato Afghanistan islamico è retto tra il 19 e il 28 aprile 1992 da Abdul Rahim Hatif, quando lascerà per tre mesi la carica di Presidente del Consiglio di Governo ad interim (con funzioni di Capo dello Stato) a Sibghatullah Mujaddidi, come stabilito dagli accordi di Peshawar siglati il precedente 24 aprile. Ma questi vi rimarrà solo due mesi e il 28 giugno è sostituito da Burhanuddin Rabbani. Il mandato di Rabbani è di quattro mesi, ma viene prorogato il 31 ottobre di altri due mesi e quindi riconfermato per un nuovo incarico da iniziare il 7 marzo 1993 con scadenza giugno 1994, ma vi rimarrà anche dopo e fallirà il passaggio di poteri all'ONU previsto per il 20 febbraio 1995.
È la guerra civile fra mujaheddin per il controllo della capitale, che solo nel 1993 provoca la morte di oltre 10.000 civili. Con Rabbani si schiera la Russia di Boris El'cin, ma anche le ex repubbliche sovietiche di Tagikistan e Uzbekistan, e Iran e India. Contro invece (e a favore del leader pashtun Hekmatyar) ci sono USA, Pakistan e Arabia Saudita.
Intanto il 10 gennaio 1993 si insedia il Consiglio Nazionale per la Liberazione e la Riconciliazione (Shura-e Ahl-e Hal-a-Aqad), parlamento che conta 1336 membri di cui 959 eletti, 85 scelti dai nomadi, 52 nominati dal presidente, 168 nominati dai mujaheddin, 18 dalla Commissione per la convocazione e 9 dal consiglio dei leader, così ripartiti:
- Jamiat-i Islami - 366 seggi
- Harakat-i Inqilab-I-Islami - 127
- Ittihad-i Islami Barai Azadi - 116
- Harakat-i Islami (Movimento Islamico) - 70
- Hezb-i Islami - 67
- Mahas-i Milli Islami - 61
- Hezb-i Islami - Fazione Yunis Khalis - 36
- Jabha-i Nijat-i Milli - 30
- Hizb-i Wahdat-i Islami (Partito dell'Unità Islamica) - 25
- altri 644

I 7 movimenti governano, con non pochi contrasti, specialmente tra l'Hezb-i Islami di Hekmatyar e la Jamiat-i Islami di Rabbani e Massud dal 1992 al 1996. Dal 1994 Hekmatyar inizia a bombardare Kabul, riducendola a un cumulo di macerie, ma senza ottenere alcuna vittoria e lasciandosi dietro 50.000 morti civili.

### Il partito talebano al potere (1996-2001)
USA e alleati tentano il riscatto con una nuova fazione armata e si affidano al mullah pashtun Mohammed Omar, guida del Movimento di studenti islamici "talebani", piccola milizia integralista di studenti coranici.
I talebani trasformati in esercito dai servizi segreti pakistani con armi statunitensi e soldi sauditi conquistano Kabul il 27 settembre 1996 rovesciando e mettendo in fuga il presidente Burhanuddin Rabbani. Presidente di fatto diviene Mohammed Omar Akhondzada, che con i talebani controlla il 75% del territorio afghano. Il Parlamento e ogni organo elettivo perdono ogni potere.
Entro la fine del 1998 i talebani prendono il controllo del 90% del Paese, confinando l'opposizione in un piccolo angolo, prevalentemente abitato da tagiki (un gruppo etnico originario dell'Asia centrale e diffuso in Tagikistan, Afghanistan, Uzbekistan, Iran, Pakistan e nella provincia dello Xinjiang in Cina) nel nord-est e nella valle del Panshir. Rabbani si rifugia nelle province nord-orientali e lì Massoud costituisce e guida l'Alleanza del Nord, un'opposizione che continuò a ricevere il riconoscimento diplomatico all'interno delle Nazioni Unite come il legittimo governo dell'Afghanistan.
Intanto i talebani instaurano un regime teocratico basato su un'interpretazione fondamentalista della Shari'a, abrogano ogni consiglio elettivo (a cominciare dal Parlamento) e vietano ogni diritto e ruolo sociale alla donna. Farà poi il giro del mondo la notizia della distruzione delle ultramillenarie statue dei Buddha di Bamiyan operata dai talebani contro ogni protesta internazionale.
Il nuovo regime del mullah Omar (riconosciuto solo da Pakistan, Arabia Saudita ed Emirati Arabi Uniti) crea tutte le condizioni perché l'Afghanistan diventi il luogo principe perché lo sceicco saudita Osama bin Laden installi lì la base per la sua rete terroristica, al-Qāʿida. Afghanistan di fatto addestra e incentiva il fondamentalismo islamico che sfocia nel terrorismo e questo incrina i rapporti con gli USA. Nell'agosto 1998 gli USA bombardano i campi afghani di Al-Qaeda per rappresaglia agli attentati contro le ambasciate USA di Kenya e Tanzania.
In seguito agli attentati dell'11 settembre 2001, gli USA pretendono dai talebani l'estradizione del capo di al-Qāʿida. Kabul rifiuta e Washington risponde il 7 ottobre 2001 attaccando militarmente l'Afghanistan. Il 13 novembre successivo il regime è rovesciato, grazie anche all'apporto bellico dei mujaheddin dell'Alleanza del Nord, che dal 9 settembre sono orfani della guida di Massoud, vittima di un attentato. Sotto i bombardamenti americani, in Afghanistan muoiono in 14.000 (3.800 civili e oltre 10 000 combattenti talebani). Altri 20.000 moriranno successivamente per malattie e fame provocate dalla guerra.

### Presenza americana (2001 - 2021)

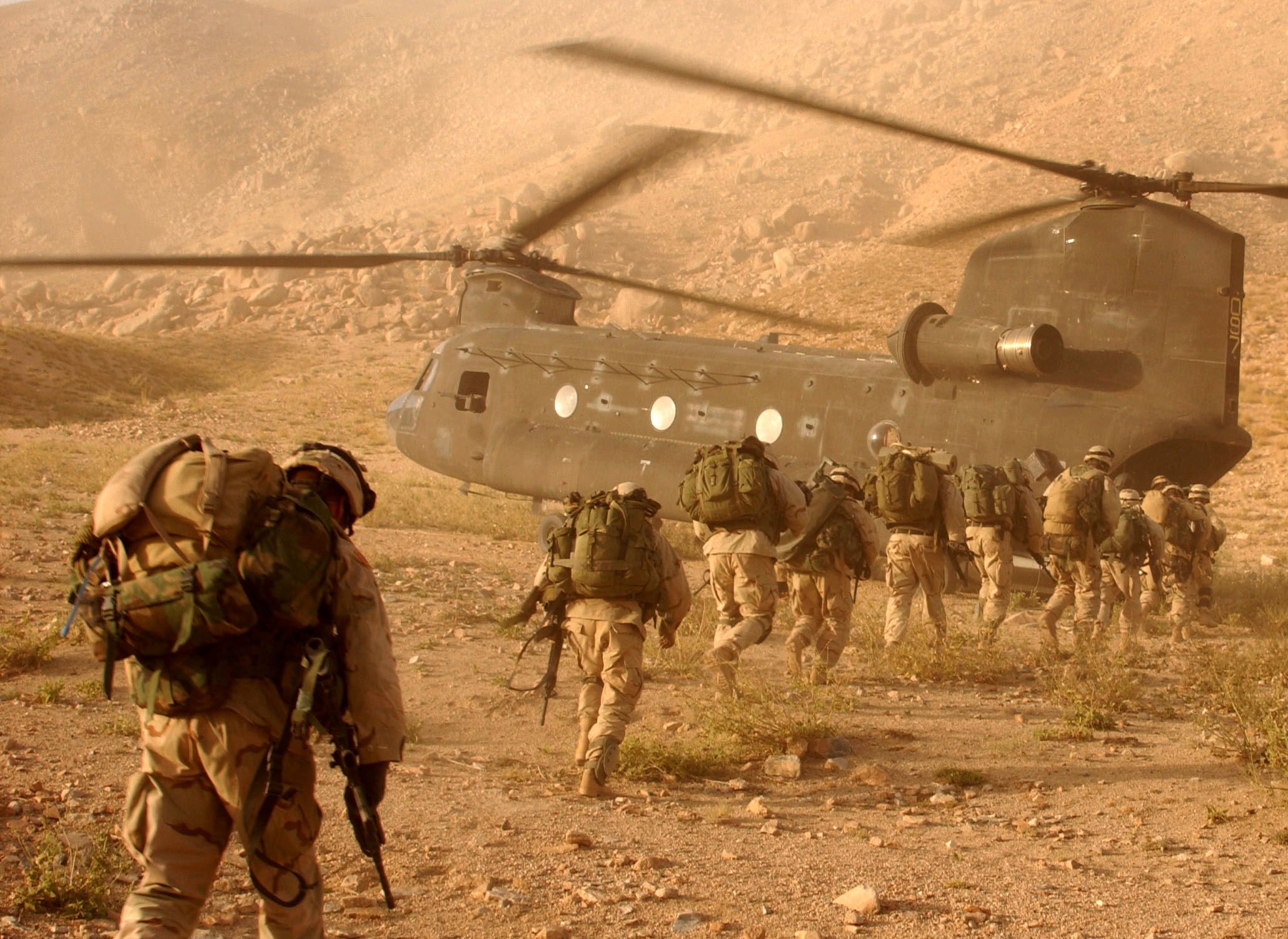
Soldati statunitensi nel distretto di Daychopan durante un'operazione alla ricerca di guerriglieri talebani e munizioni. 4 settembre 2003.

Sotto l'egida dell'ONU, il 5 dicembre 2001 le fazioni afghane si riunirono a Bonn e scelsero un'autorità provvisoria di 30 membri, guidata da Hamid Karzai, già ministro della difesa ed ex consigliere della compagnia petrolifera americana Unocal, nonché in stretti contatti con la Cia. Dopo sei mesi di governo, l'ex re Zahir Shah convocò una Loya Jirga, che elesse presidente Karzai e gli diede l'autorità di governare per altri due anni.
Il 9 ottobre 2004 Karzai è stato confermato capo dello Stato nelle prime elezioni presidenziali dirette della storia dell'Afghanistan. Tuttavia il potere di Karzai non va al di là dei confini della capitale, perché mentre in quella è ministro della difesa Abdul Rahim Wardak il resto del Paese resta nelle solide mani dei signori della guerra legati agli ex movimenti mujaheddin e al commercio dell'oppio.
Gli ex potenti rovesciati (come il mullah Omar) dagli USA si rifugiano in Pakistan e tra il 2002 e il 2004 compiono incursioni nel sud del Paese che provocano la morte di quasi 5.000 persone tra cui 200 soldati americani. Nel 2005 i talebani risultano avanzare nella loro resistenza e si estendono in tutte le province meridionali e centrali del Paese. Ciò è reso possibile anche dal mai cessato commercio d'oppio e dai finanziamenti occulti pakistani. Il 18 settembre 2005 le elezioni parlamentati sono vinte dai signori della guerra.

### Il ritorno dei Talebani (2021-presente)
Le forze dell'Alleanza avevano annunciato il proprio ritiro già da aprile 2021. Ad agosto erano rimaste solo le forze necessarie all'evacuazione del personale statunitense, in concomitanza con una generale offensiva talebana a cui l'esercito afgano pose poca o nulla resistenza, causando la sua definitiva capitolazione solo una settimana dopo l'inizio dell'offensiva sulla capitale. I talebani conquistarono in breve tempo molte città principali del paese, incluse Konduz, Ghazni, Kandahar, Lashkar Gah e Mazar-i Sharif.
Il 15 agosto 2021 i talebani sono entrati nella capitale Kabul, assumendo il governo del paese. Lo stesso giorno il presidente Ashraf Ghani lasciò il paese dopo aver annunciato le sue dimissioni.